# Șerban Tassian
Șerban Tassian, scris și Tasian, (n. 17 noiembrie 1909 – d. 8 august 1983) a fost un bariton român de renume european.

## Cariera
A studiat la conservatorul din București cu Gheorghe Folescu. Debutează în 1932, pe scena operei bucureștene în Trubadurul, de Verdi. În același an obține Premiul I la primul concurs internațional de la Viena. Apoi urmează turnee atât în țară, cât și în străinătate (Polonia, Viena, Frankfurt...).
Din 1941 până în 1944, are un angajament la Opera din Viena, unde, împreună cu Valentina Crețoiu și Dinu Bădescu, constituie un trio celebru în Boema, de Puccini, operă care s-a numit atunci "Boema de aur". Direcțiunea Operei din Viena a trimis o telegramă Operei române în revista "Timpul" din 27 mai 1941 în care spunea: "Cei trei artiști ai dumneavoastră-Valentina Crețoiu, Dinu Bădescu și Șerban Tassian, au avut aci, grație calităților proeminente, succese senzaționale. Vă felicit pentru asemenea cântăreți".
A fost căsătorit cu soprana Valentina Crețoiu.

## Roluri
A apărut în foarte multe roluri principale în opere printre care Boema, Tosca, Trubadurul, Traviata, Evgheni Oneghin, Lucia din Lammermoor, Don Pasquale, Faust, Don Giovanni, Flautul fermecat, Bărbierul din Sevilla, Rigoletto, Otello, Maeștrii cântăreți din Nüremberg etc.

## Distincții
- Ordinul Meritul Cultural în gradul de Cavaler cl. II, pentru muzică (23 septembrie 1942)[5]
- titlul de Artist Emerit al Republicii Populare Romîne (26 august 1954) „pentru merite excepționale în domeniul dezvoltării artei”[6][2]